# Roman de dragoste

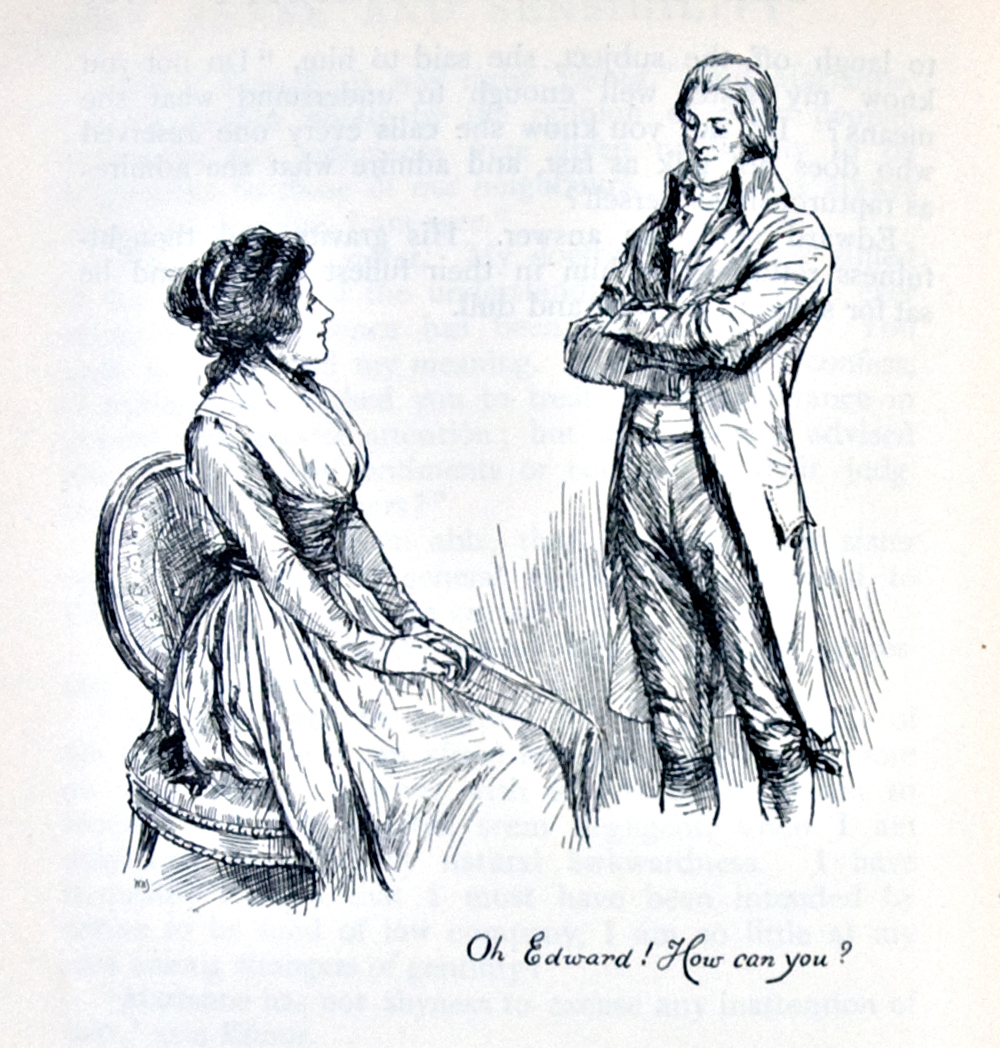
„Oh, Edward! Cum poți face asta?” - o ilustrație de la sfârșitul secolului al XIX-lea din Rațiune și simțire (1811) de Jane Austen, un pionier al genului

Romanul sentimental sau romanul romantic este o operă literară de ficțiune, care se axează pe relațiile sentimentale dintre doi oameni și are, de obicei, un „final satisfăcător, emoțional și optimist”.
Termenul „romantic” este folosit, de asemenea, pentru un tip de roman definit de Walter Scott ca „o narațiune fictivă, în proză sau în versuri, cu un interes pentru întâmplări extraordinare și mai puțin frecvente”.
Un gen înfloritor de scrieri, denumite în mod convențional „romane de dragoste”, a existat în Grecia Antică. Alți precursori pot fi găsiți în ficțiunea literară a secolelor al XVIII-lea și al XIX-lea, inclusiv  romanul sentimental Pamela sau Virtutea răsplătită al lui Samuel Richardson (1740) și romanele lui Jane Austen. Austen a inspirat-o pe Georgette Heyer, autoare britanică de romane istorice de dragoste, care au acțiunea în perioada de timp în care a trăit Austen. Acțiunea primului roman de dragoste al lui Heyer, The Black Moth (1921), are loc în 1751.
Compania britanică Mills and Boon a început să publice ficțiune escapistă pentru femei în anii 1930. Cărțile lor au fost vândute în America de Nord de către Harlequin Enterprises Ltd, care a început comercializarea directă către cititori.
Este un gen de literatură foarte popular având însă un statut mai puțin apreciat din punct estetic, unele aprecieri încadrându-l la "paraliteratură". Este criticat pentru dezvoltarea unor așteptări nerealiste la cititori, care supuși pericolului de a fi aspirați într-un vârtej clișeic despre "iubirea adevărată".

## Definiție
Potrivit Romance Writers of America, intriga principală a unui roman de dragoste trebuie să se învârtă în jurul a doi oameni, care se îndrăgostesc unul de celălalt și depun eforturi pentru a construi o relație. Atât conflictul, cât și punctul culminant al romanului ar trebui să fie legate direct de această temă centrală a dezvoltării unei relații romantice, deși romanul poate conține, de asemenea, intrigi secundare care nu se referă în mod specific la relația de dragoste dintre personajele principale. În plus, un roman de dragoste trebuie să aibă un „final satisfăcător emoțional și optimist”. Alte persoane, inclusiv Leslie Gelbman, președinte al Berkley Books, definesc mai simplu această subspecie, afirmând doar că o poveste romantică trebuie să facă „relația de dragoste între erou și eroină ... miezul cărții”. În general, romanele de dragoste recompensează acele personaje care sunt oameni buni și îi pedepsesc pe cei care sunt răi, iar un cuplu care crede și luptă pentru relația lor va fi răsplătit, cel mai probabil, cu dragostea necondiționată. Autoarea de succes Nora Roberts însumează gen, spunând: „cărțile celebrează dragostea, emoția și angajamentele, și ne dorim cu adevărat toate aceste lucruri”. Ficțiunea pentru femei (inclusiv „chick lit”) nu este în mod direct o subcategorie a romanului de dragoste, pentru că în ficțiunea pentru femei relațiile eroinei cu familia ei sau cu prietenii ei pot fi la fel de importante ca și relația ei cu eroul.

## Istoric

### Dezvoltare

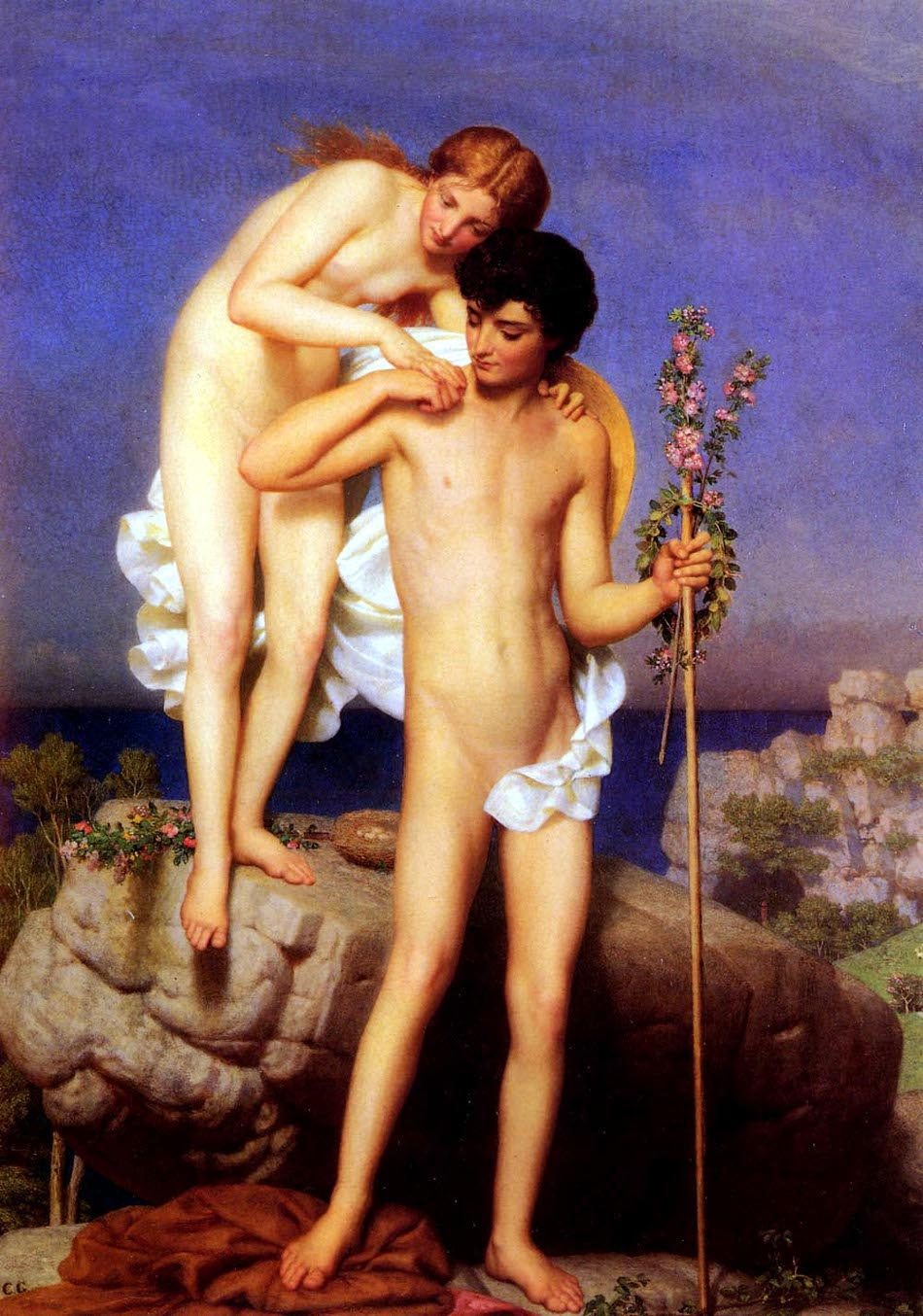
O pictură din secolul al XIX-lea a pictorului elvețiano-francez Marc Gabriel Charles Gleyre reprezentând o scenă din Dafnis și Cloe a lui Longus

Proza de ficțiune pe tema iubirii a existat încă din Grecia Antică. Sunt cunoscute titlurile a peste douăzeci de romane de dragoste antice grecești, dar cele mai multe dintre ele au supraviețuit numai într-o formă incompletă, fragmentară. Doar cinci romane de dragoste antice grecești au supraviețuit până în prezent într-o formă aproape completă: Chareas și Callirhoe, Leucippe și Clitophon, Dafnis și Cloe, Povestea efesiană și Povestea etiopiană.
Un precursor al romanului modern de dragoste este romanul sentimental Pamela sau Virtutea răsplătită, de Samuel Richardson, publicat în anul 1740. Pamela a fost primul roman popular care a prezentat evoluția unei relații de dragoste din perspectiva eroinei. Spre deosebire de multe dintre romanele vremii, Pamela are un final fericit, atunci când dl. B, după ce încearcă fără succes să o seducă și să o violeze pe Pamela de mai multe ori, îi răsplătește virtutea în cele din urmă, cerând-o sincer în căsătorie. Această carte a fost una dintre primele bestseller-uri, cu cinci ediții tipărite în primele unsprezece luni de la lansare.
Jane Austen a avut o influență importantă asupra ficțiunii romantice, iar Mândrie și prejudecată, publicat în 1813, a fost numit „cel mai bun roman de dragoste scris vreodată”. În prima parte a epocii victoriene, surorile Brontë, la fel ca Austen, au scris opere literare care au influențat ficțiunea populară de mai târziu. Charlotte Brontë în Jane Eyre, publicat în 1847, a introdus-o pe eroina orfană. Poveștile de dragoste ale lui Brontë încorporează elemente ale romanului gotic și ale dramei elisabetane și „demonstrează flexibilitatea formei romanului de dragoste”.
Ficțiunea literară de dragoste a continuat să se dezvolte în secolul al XX-lea și a început să devină mai populară după Primul Război Mondial. În 1919 romanul Șeicul al lui E.M. Hull a fost publicat în Marea Britanie. Romanul, care a devenit extrem de popular, a fost adaptat într-un film (1921), care l-a transformat în vedetă pe Rudolph Valentino ca actor principal al timpului. Eroul acestei cărți era un mascul alfa tipic care a răpit-o pe eroină și i-a câștigat admirația prin acțiunile sale în forță. Acest roman a fost una dintre primele opere literare moderne care a introdus fantezia violului, o temă explorată în Pamela (1740) de Samuel Richardson. Deși femeile câștigaseră mai multă independență în viață, editorii au crezut că cititorii ar accepta sexul premarital doar în contextul unui viol. În acest roman și în cele care au urmat, violul a fost descris mai mult ca o fantezie; eroina este arătată foarte rar confruntată cu teroarea, stresul sau alte traume.